# 智頭急行HOT3500形気動車
智頭急行HOT3500形気動車（ちずきゅうこうHOT3500がたきどうしゃ）は、1994年（平成6年）に10両が製造された智頭急行の気動車である。

## 概要
智頭急行線の開業に伴い、線内の普通列車用に製造された車両で、1994年（平成6年）に一般用9両（HOT3501 - HOT3509）・イベント用1両（HOT3521・宝くじ号）の計10両が富士重工業で製造された。全車が自社の大原事業所に配置されている。形式称号のHOTは、智頭急行の沿線である兵庫県、岡山県、鳥取県をローマ字表記した際のそれぞれの頭文字をとったものである。

## 構造

### 車体
車体は、車体長17 mの車体幅2.7mで、普通鋼である。
外板は軽量化を図るために、側外板は1.6mm、屋根外板は1.2mmの高耐候性鋼板とし、前面は4.5mmの 一般構造用鋼板とした。
両端に運転台と貫通扉を設け、2両以上の編成運転ができるように貫通路を設置し、正面上部に幕式の行き先表示器を設置し、連結器は密着式小型連結器と電気ジャンパー線を備え、総括制御を可能とした。
正面の前面窓ガラスは大型パノラミックウインドウを採用し、側面の側窓は強化ガラス仕様の固定式となっており、窓周りが黒色に塗装されている。
車体塗装は、白色をベースに山陰・山陽の海のダークブルーの帯とし、ワインレッドのアクセントカラーを配した。
側出入口または側引戸は車体両端2箇所に片開きドアを設け、旅客乗降口の幅は900mmとし、ステップには凍結を防ぐために、温水による踏段暖房を設け、ワンマン運転を考慮した配置とした。
また、運転室は半室構造であり、乗客の監視を容易にし、戸閉めの開閉スイッチとツーマン時の切換スイッチや自動放送装置やデッドマン装置を備え、客室には運転室横に整理券発行機などワンマン運転用の機器を、運賃箱は客室側に回転させれるように配置し、車外にはスピーカーなどを設置した。

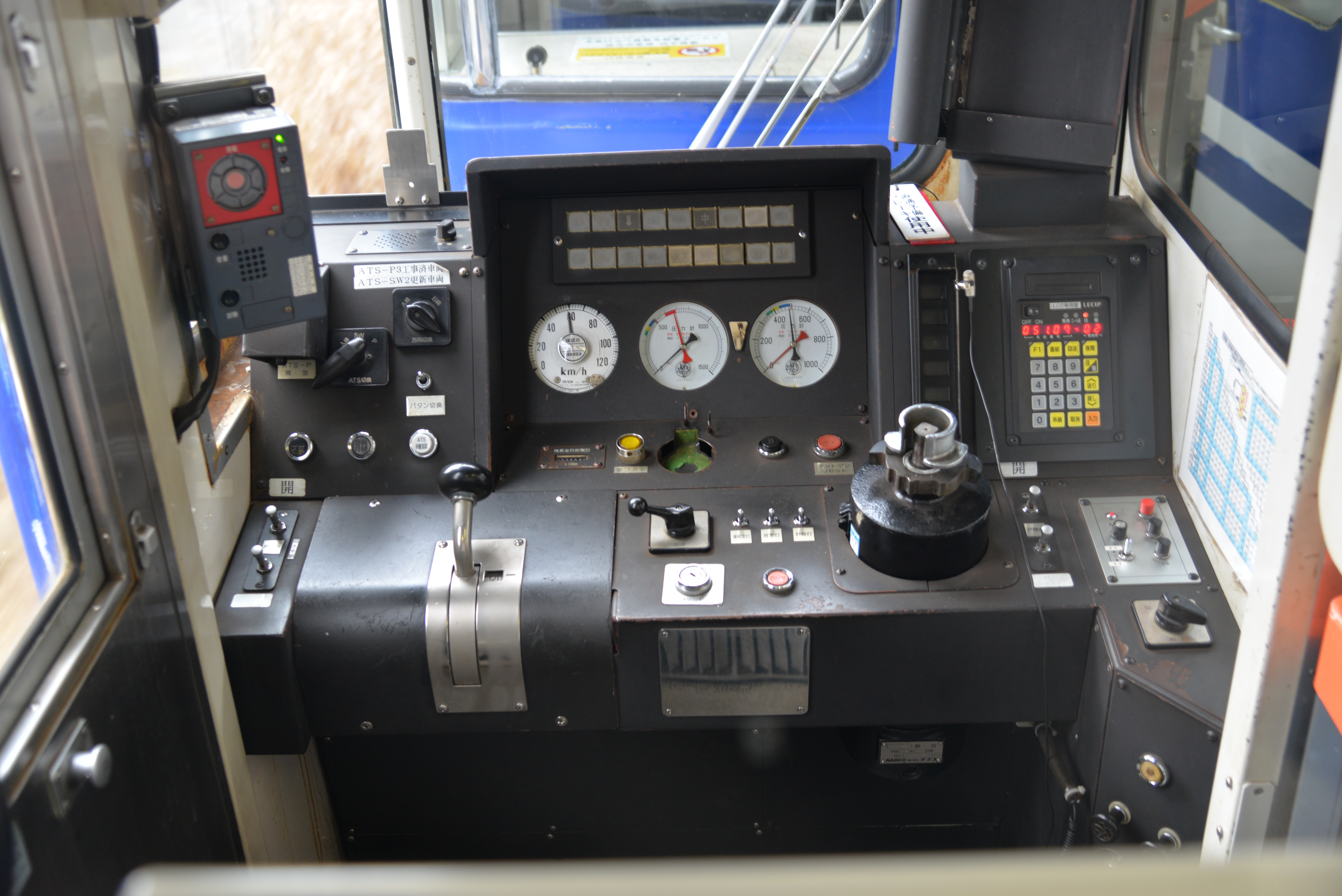
運転台

### 車内
車内は、床には1.2mmの高耐候性鋼板のキーストンプレートやユニテックスや床敷物で構成し、厚さは25mmとし、内張板はエリオ鋼板を用い、天井灯はグローブ無しの蛍光灯を設置した。
側窓は、FRP製を使用したユニット式固定窓とし、車内の空調の完備と隙間風を防ぐ構造とし、横引きタイプのカーテンとした。
腰掛はイベント用車両を除いてセミクロスシートで、2列+2列のボックスシートが片側4箇所の8個設置されており、車端部はロングシートを配したセミクロス仕様とし、ロングシート部分に吊手を設置した。
腰掛モケットやカーテンはワインレッドを基調とした色合いとし、荷物棚は、アルミブラケットやステンレスパイプとした。
また、全車両に清掃が容易なFRP製ユニットのトイレが設置されており、3500形は和式便所、3521は洋式便所であり、床下に循環式汚物処理装置を設けた。
そして、全車両にトイレ側の運転室後ろの旅客乗降口付近に、車椅子スペースを確保している。

### 走行装置
走行用ディーゼルエンジンはHOT7000系と同じコマツ製SA6D125H-1(261 kW (355 PS) / 2,100 rpm)を1基搭載し、力行指令は6ノッチで高出力化を図るとともに、機関の部品はHOT7000系と共用とし、部品の共通化を図った。
液体変速機は、変速1段・直結2段の 新潟コンバーター製のTACN-22-1609を搭載し、変速と直結の切替は、自動切替とした。
台車は空気バネ支持で、車輪径は、一般の鉄道車両と同じ860mmとし、密封複式円錐コロ軸受を採用している 。2軸駆動台車であり、動力台車形式はFU44Dで、付随台車形式はFU44Tである。
ブレーキ装置は片押し踏面ブレーキ方式を採用し、フランジ摩耗を防ぐためにフランジ塗油器や砂巻き装置を備えた。
制動装置は、DE1A自動空気ブレーキを採用した。
機関・排気ブレーキを装備し、それらによる抑速制動も可能としている。
なお、形式の3500は機関出力が350 PSであることにちなんでいる。

### 空調装置
暖房装置は、運転席に能力5.104kW（4,400 kcal/h）のエンジン排熱を利用した温風式 が2基、客室に能力5.3498kW（4,600kcal/h）のエンジン排熱を利用した温風式が腰掛下に6基搭載されている。
冷房装置は、能力27.9 kW（24,000 kcal/h）の新冷媒対応のBCU-50が2基搭載されており、換気は、天井に取り付けた電動換気扇とした。

### イベント用車両（3521）
HOT3521号車は団体対応車両として製造され、外装が一般車と同様に白色ベースだが、窓周りの縁の部分はダークブルーとし、前面をワインレッドとした。
車内は、床が絨毯敷で静粛性の向上を図り、天井灯は中央に白熱灯を配し、その前後は蛍光灯で、灯具の中央部分に鏡を設置したグローブ付きとした。
客室両端に、AV用のテレビモニターを設置しカラオケ列車として使用可能であった。
また、転換クロスシートで、腰掛そでにテーブルと灰皿を設置し、背もたれにはてすりを取り付けたものとなっていた。
腰掛モケットやカーテンは紫色とし、荷物棚のアルミブラケットやステンレスパイプには樹脂製のカバーを取り付けていた。
2017年に内装の更新を受け、ロングシート化の上で沿線の木材を多用したものとなった。翌2018年には外装もリニューアルされ、「あまつぼし」の車両愛称が与えられた。
普段は普通列車として使用されるが、イベント運用時はカラオケ設備や液晶モニター、トンネルシアター、テーブルを設置することができる。

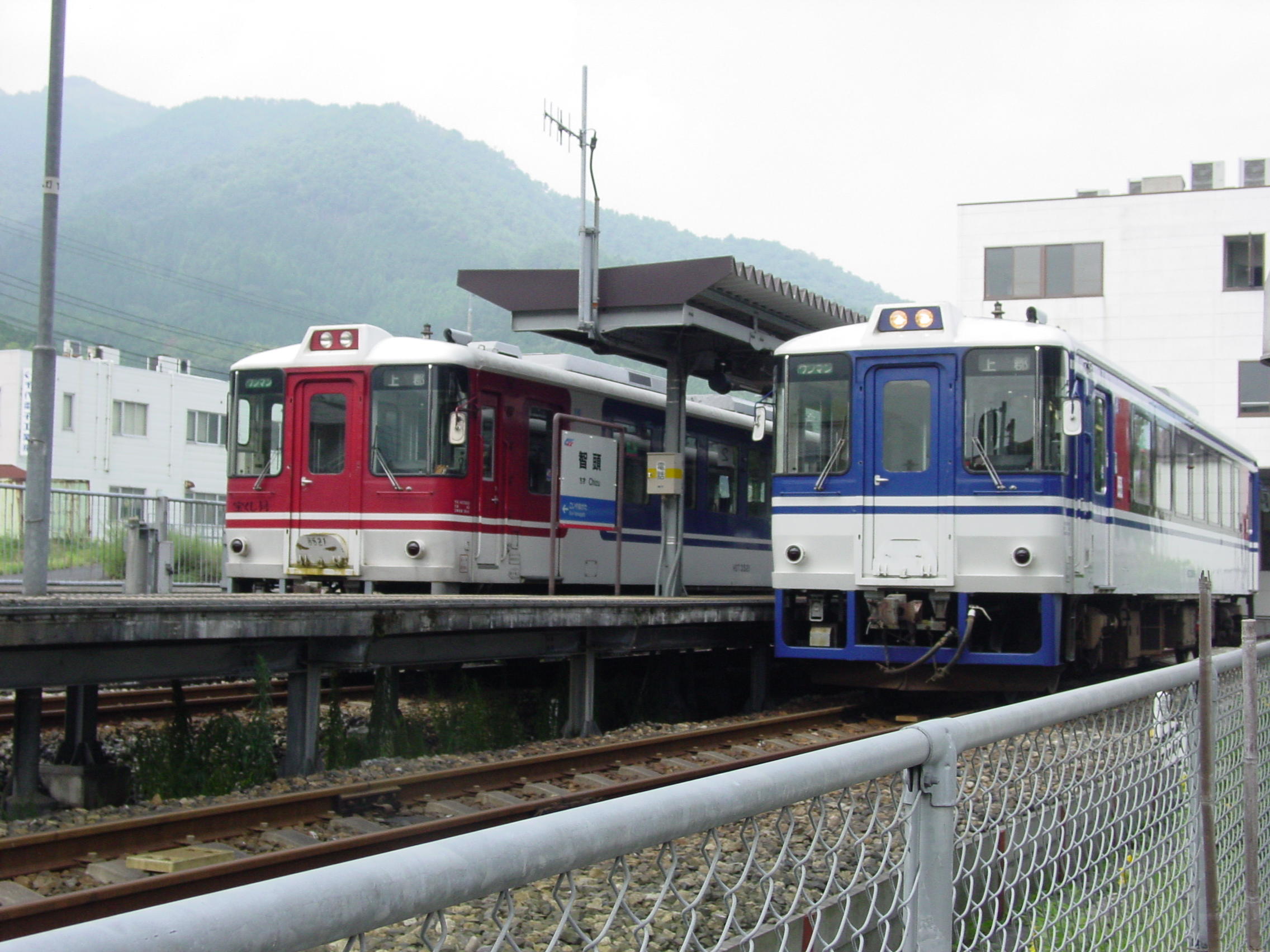
左：塗色変更前のHOT3521（左・2005年）
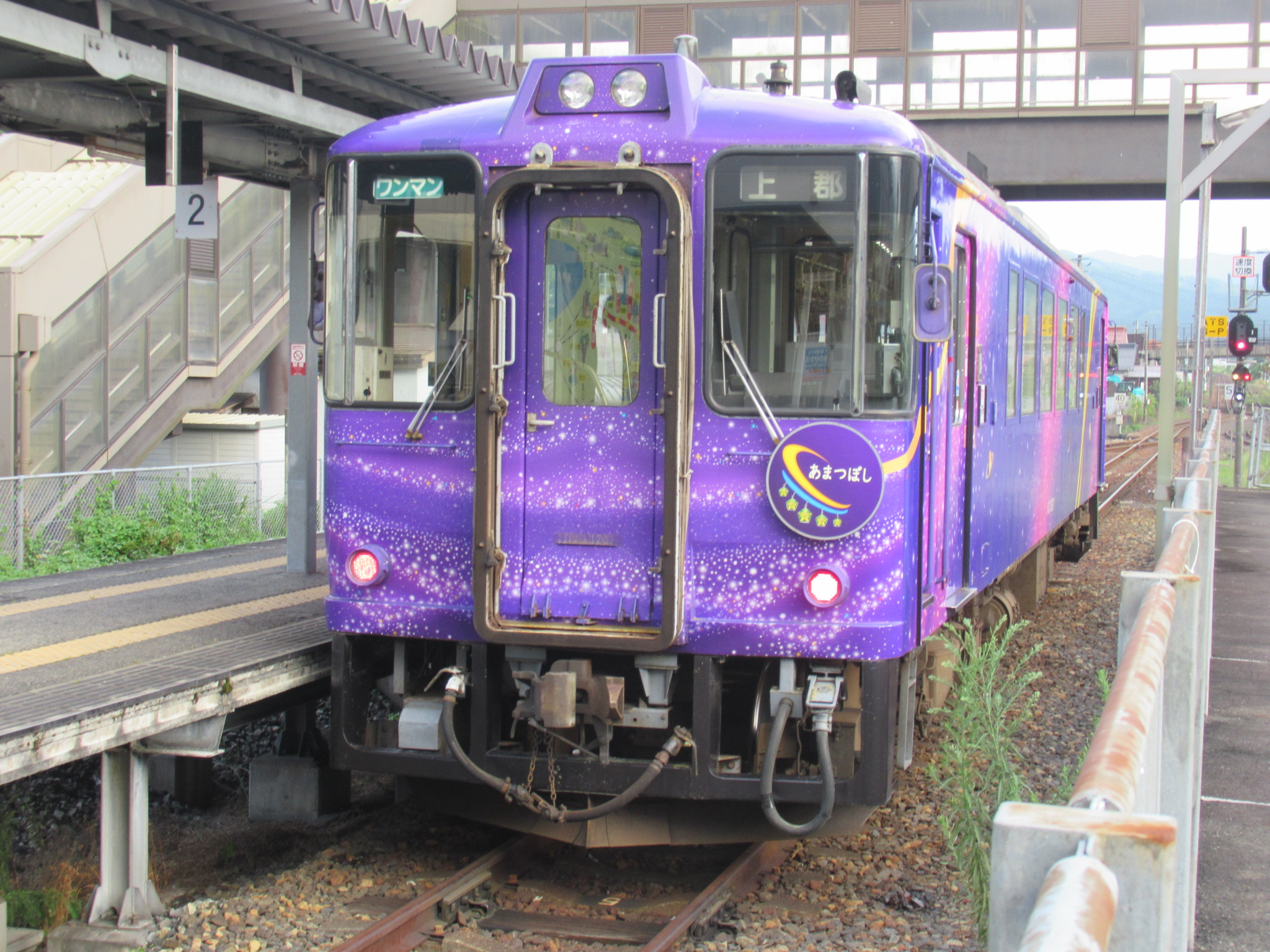
HOT3521「あまつぼし」（2020年）

## 運用
1994年12月3日の智頭線開業と共に営業運転を開始し、智頭線の普通列車に使用されるほか、西日本旅客鉄道（JR西日本）因美線の智頭駅 - 鳥取駅間でも使用される。そのため、車内の自動放送はJR西日本米子支社管内の普通列車用の放送と同じフォーマットが用いられており、智頭線内では「JR西日本を」のフレーズを「智頭急行を」のフレーズに差し替えている。JR西日本線内を走行する関係で優先座席が設けられており、同社で使用されている優先座席を示すシールが、窓などに貼られている。
大原駅以外に鳥取駅でも夜間留置運用がある。鳥取駅に22時に到着した列車が翌朝8時の智頭行きになる。

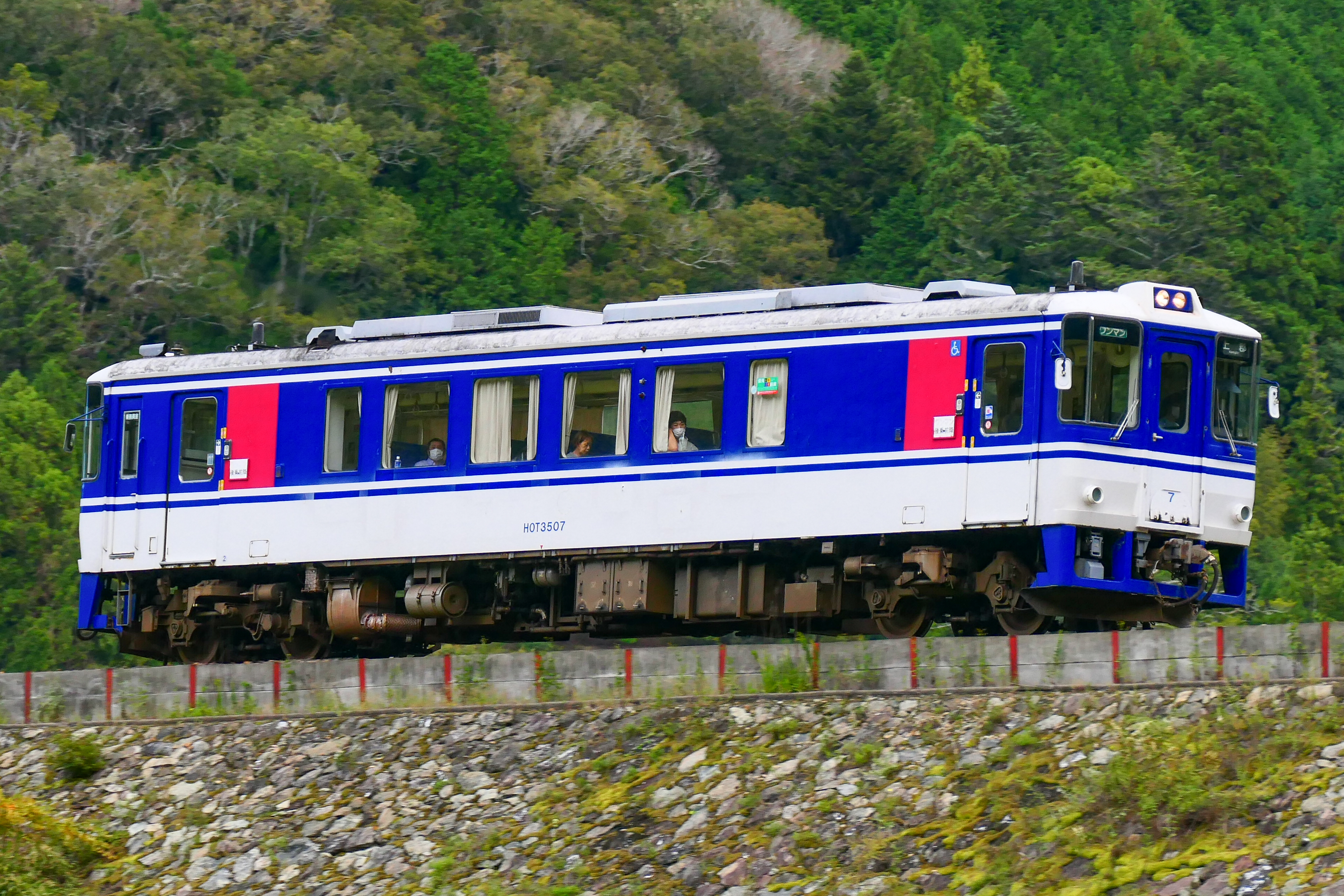
智頭線の普通列車に使用されるHOT3500-3507
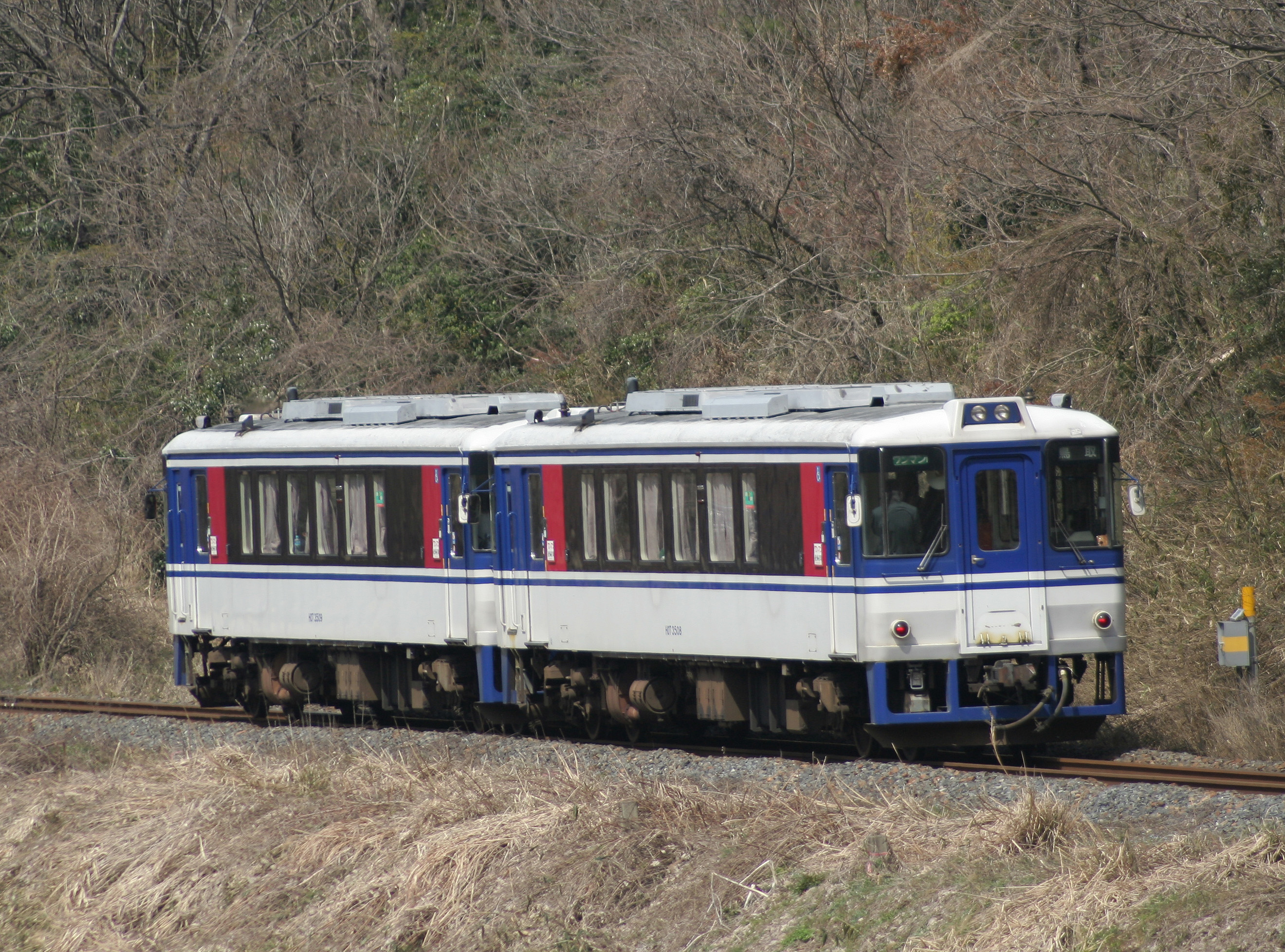
因美線の普通列車としても使用されるHOT3500-3508と3509